# Lani Pallister
Lani Pallister (Sydney, 6 de junho de 2002) é uma nadadora australiana. Ela é a primeira campeã mundial feminina de piscina curta nos 1500 metros livre, vencendo o evento inaugural para mulheres na edição de 2022. Ao longo do Campeonato Mundial de Piscina Curta de 2022, ela ganhou a medalha de ouro em cada um dos quatro eventos que disputou (três eventos individuais e um revezamento).
No Campeonato Mundial de Esportes Aquáticos de 2022, ela se tornou a primeira mulher australiana a ganhar uma medalha nos 1500 metros livres em um Campeonato Mundial de Esportes Aquáticos, ganhando a medalha de bronze. Ela é cinco vezes vencedora da prova de natação em águas abertas Pier to Pub, em 2018, 2019, 2020, 2023 e 2024.

## Início da vida
Pallister nasceu em 6 de junho de 2002 em Sydney, filha de Janelle Pallister, nadadora nas Olimpíadas de Verão de 1988 e medalhista de ouro nos Jogos da Commonwealth de 1990. Ela foi treinada por sua mãe desde jovem e em 2020 mudou de clube de natação para a Griffith University, onde é treinada por Janelle Pallister e Michael Bohl. Sua madrinha é a atleta olímpica Dawn Fraser.

## Carreira
Aos 17 anos, no Campeonato Mundial Júnior de Natação da FINA de 2019 em Budapeste, em agosto, Pallister ganhou sua primeira medalha, uma medalha de prata, no revezamento 4x200 metros livre, onde dividiu 1:58.61 para a etapa inicial do revezamento, ajudando a atingir um tempo final de 7:57.87. Ela ganhou sua primeira medalha de ouro nos 800 metros livre, onde terminou em primeiro com um tempo recorde do campeonato de 8:22.49. Pallister entregou sua segunda medalha de ouro no tempo recorde do campeonato nos 400 metros livre com um tempo de 4:05.42. Em 24 de agosto, Pallister venceu os 1500 metros livres com um tempo de 15:58.86, que marcou sua terceira medalha de ouro no Campeonato, estabeleceu um novo recorde do Campeonato no evento e foi mais de 15 segundos mais rápida do que o próximo nadador mais rápido no evento. Mais tarde, na mesma sessão final, ela ganhou sua segunda medalha de prata no Campeonato, desta vez no revezamento 4x100 metros livre, onde nadou 55.23 na terceira etapa do revezamento, contribuindo para o tempo final de 3:40.85. Pallister terminou a competição em 25 de agosto, o último dia de competição, ganhando uma medalha de prata nos 200 metros livres com um tempo de 1:58.09 e fazendo seus esforços seis em seis em termos de medalhas em todos os eventos que correu, ganhando um total de três medalhas de ouro e três medalhas de prata.
Pallister ganhou uma vaga na lista da Equipe Austrália para o Campeonato Mundial de Pista Curta de 2022 em dezembro com base em seus resultados no Campeonato Australiano de Pista Curta de 2022 e foi nomeada publicamente para a lista em 2 de setembro. Na primeira manhã, ela avançou para a final dos 400 metros livres, ficando em segundo lugar por seu tempo de 3:59,50 nas preliminares. Para a final, ela conseguiu uma queda de tempo de 1,70 segundos em relação ao seu melhor tempo anterior no evento, anteriormente 3:56,74, para ganhar a medalha de ouro com um novo melhor tempo pessoal de 3:55,04. Sua medalha foi a primeira medalha de ouro conquistada por uma nadadora australiana no Campeonato Mundial de Pista Curta de 2022 do país natal.